# Коропчевский, Дмитрий Андреевич
Дми́трий Андре́евич Коропче́вский (псевдоним — Г. Таранский; 1842—1903) — русский писатель и переводчик, публицист, этнограф, редактор журнала «Знание» в 1870—1877 гг. и «Слово» в 1878—1881 гг.

## Биография
Из дворян. Родился в Москве. Детство провёл в имении отца в селе Пруды Весьегонского уезда Тверской губернии. Среднее образование получил в 4-й Московской гимназии (1854—1859), которую окончил с золотой медалью. В 1863 году окончил физико-математический факультет Императорского Московского университета. На последних курсах под влиянием лекций профессор Г. Е. Щуровского увлёкся антропологией, археологией и этнографией.
В 1863—1867 годах служил в канцелярии московского генерал-губернатора; в 1868 году переехал в Санкт-Петербург, где с 1872 года стал издателем и редактором журнала «Знание». Издательством журнала были выпущены переводы Коропчевского сочинений Ч. Дарвина «Происхождение человека и половой отбор» (1871), Э. Б. Тайлора «Первобытная культура» (т. 1–2, 1872–1873), Дж. Леббока «Начало цивилизации» (1876) и др.
После закрытия «Знания» в 1878—1880 годах редактировал журнал «Слово», в 1881 году — «Новое обозрение».
С 1885 года его статьи печатались в журналах «Изящная литература», «Новь», «Журнал Министерства народного просвещения», «Мир Божий», «Русское обозрение», «Звезда» и др.
Главные оригинальные работы Коропчевского:
- «Рассказы про дикого человека» (Москва, 1887);
- «Современная наука. I. Психология войны. II. Народное предубеждение против портрета. III. Волшебное значение маски. IV. Древнейший спорт» (СПб., 1889);
- «Д. Ливингстон» («Биографическая Библиотека» Ф. Павленкова. — СПб., 1889) PDF;
- «Меланезийцы» (СПб., 1889);
- «Полинезийцы» (СПб., 1889);
- «Микронезийцы» (недоступная ссылка) (СПб., 1889).

С конца 1880-х годов Коропчевский публиковал, под псевдонимом Г. Таранский, романы и повести (наиболее известны повесть «Счастливые годы» и продолжающий её роман «Священный огонь» («Наблюдатель». — 1890. — № 9, 10; 1892. — № 7–11)); выступал также как театральный и литературный критик.

## Основные публикации
- Басни и сказки диких народов. 1. Животный эпос и легенды готтентотов. 2. Детские сказки и предания зулусов. СПб., 1873;
- Люди. Этнографические очерки. М., 1886;
- Меланезийцы. Этнографические очерки. М., 1889;
- Микронезийцы. Этнографические очерки. М., 1889;
- Полинезийцы. Этнографические очерки. М., 1889;
- Народное предубеждение против портрета... Волшебное значение маски. СПб., 1892;
- Пещерные люди. СПб., 1892;
- Первые уроки этнографии. 2-е изд. СПб., 1913;
- Дикий человек. 3-е изд. СПб., 1914. Кн. 1–3[4].